# Museo civico archeologico Biagio Greco

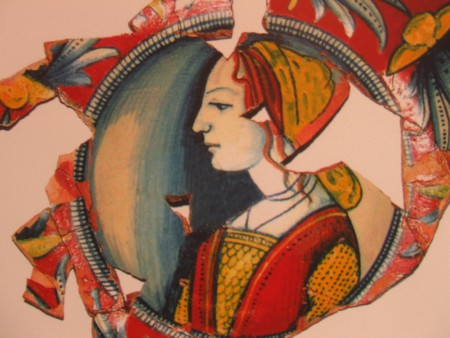
Ceramica di Deruta - XVI Sec. d. C.

Il Museo civico archeologico Biagio Greco di Mondragone in provincia di Caserta, inaugurato il 20 ottobre del 2000, e riconosciuto Museo d'Interesse Regionale della Campania nel 2007, espone i materiali rinvenuti nel territorio limitrofo durante le campagne di scavo effettuate nel territorio di Mondragone, organizzati cronologicamente dalla Preistoria al Medioevo.

## Descrizione
Il Museo Civico Archeologico di Mondragone conserva una raccolta di reperti archeologici, che si riferiscono ad un arco temporale che va dall’età preistorica al medioevo. Questa collezione è organizzata in quattro sale espositive:
1. La prima sala espone reperti Preistorici, riferibili al Paleolitico superiore (34.000 e 27.000 anni fa); tra i reperti, anche materiali utilizzati per la lavorazione della pietra, come lame e lamelle;
2. La seconda sala, al piano superiore, espone reperti Protostorici attribuiti all'antico popolo degli Aurunci; tra questi, statue votive ed oggetti di uso quotidiano;
3. La terza sala, al piano terra, espone reperti di epoca romana, collegati, tra l'altro, alla produzione vinicola: il territorio infatti all'epoca, era famoso per la produzione del Falerno, uno dei vini più apprezzato dai romani;
4. La quarta sala invece, sita al piano terra e detta anche "Sala Grande", espone i reperti di epoca medievale, rinvenuti nel villaggio medievale di Montis Dragonis. Al centro si trova un enorme plastico che raffigura, allo stato attuale, il Castello, i villaggi e le cinte murarie della Rocca.

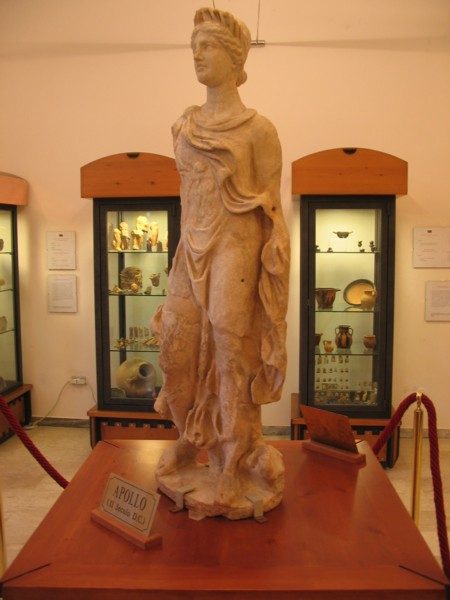
Statua di Apollo esposta nell'omonima sala - II sec. d.C.

Il percorso espositivo è dotato, altresì, di pannelli didattici esplicativi sulle informazioni dei materiali esposti e sui vari siti archeologici di provenienza.
Nel museo è presente una copia della Venere di Sinuessa in marmo nero.